# 飯島善
飯島 善（いいじま ぜん、1930年（昭和5年）12月12日 - 2023年（令和5年）6月4日）は、日本の政治家。元茨城県つくばみらい市長（1期）。

## 来歴
茨城県谷田部農学校（のち茨城県立谷田部高等学校、現・茨城県立つくば工科高等学校）卒。卒業後は筑波郡伊奈村役場に勤務した後、伊奈村議会議員となる（1985年の町制施行により伊奈町議会議員）。1990年伊奈町長に初当選。伊奈町長を4期務めた後、2006年伊奈町は谷和原村と合併しつくばみらい市が発足。合併後の市長選挙に立候補し当選。初代市長となった。つくばみらい市長を2010年まで1期務めた。2011年、旭日小綬章受章。
2023年6月4日、肺炎のため死去。92歳没。死没日付をもって正五位に叙された。